# Isla Fisher
Isla Lang Fisher (Masqat, 3 februari 1976) is een Australische actrice.
Fisher werd in Masqat geboren en verhuisde met haar familie naar Perth toen ze negen maanden oud was.
Op 18-jarige leeftijd schreef ze met hulp van haar moeder de boeken Bewitched en Seduced by Fame. Beide werden bestsellers. Rond dezelfde tijd brak ze door als actrice, met een rol in de soapserie Home and Away. Hierin speelde ze van 1994 tot en met 1997 de rol van Shannon Reed.
Nadat ze de serie in 1997 verliet, ging ze het theater in. Haar ambitie lag echter in de filmindustrie en in 2002 brak ze door in Scooby Doo. Ze kreeg voor het eerst erkenning met een grote rol in Wedding Crashers (2005).
Op 15 maart 2010 trouwde ze in Parijs met Sacha Baron Cohen, nadat ze zich in 2007 tot het Jodendom bekeerd had. Het paar heeft twee dochters en een zoon. In april 2024 maakte het stel bekend te gaan scheiden.

## Filmografie
- Bibsys: 13015758
- Biblioteca Nacional de España: XX4797705
- Bibliothèque nationale de France: cb156311888 (data)
- Gemeinsame Normdatei: 1012033937
- International Standard Name Identifier: 0000 0001 1948 6635
- Library of Congress Control Number: nb98026226
- MusicBrainz: 695d3270-3462-4149-b1c1-c869228e597c
- Nationale Bibliotheek van Tsjechië: xx0077125
- Nationale bibliotheek van Australië: 35454834
- Nationale Bibliotheek van Israël: 987007383682305171
- Nederlandse Thesaurus van Auteursnamen: 320605736
- Système universitaire de documentation: 155598414
- Trove: 520878
- Virtual International Authority File: 37242317
- WorldCat: E39PBJcBYcJpFXRKycWWmhyyBP